# Філоксен
Філоксен (дав.-гр. Φιλόξενος, 435 або 434 до н. е. — 380 до н. е.) — давньогрецький поет, майстер дифірамбів.

## Життєпис
Народився на острові Кітера. Про його батьків немає відомостей. Після того, як у 424 році до н. е. острів було захоплено Афінами, Філоксен потрапив у рабство. Його було продано поетові Меланіппіду. У нього Філоксен здобув класичну освіту та захопився поезією. Згодом Меланіппід дав Філоксенові волю.
У 380-х роках до н. е. був запрошений до двору Діонісія I, тирана Сіракуз. З перебуванням у Сиракузах пов'язаний цікавий випадок. Тиран зробив Філоксена експертом зі своїх віршів. Проте поет розкритикував творчість Діонісія I, за що був відправлений у каменярні. Через деякий час тиран повернув Філоксена до свого двору й знову прочитав власну поему. Філоксен постояв мовчки й розвернувся, щоб піти. На питання Діонісія куди це він іде, Філоксен відповів: «Назад, до каменярень». Тиран Діонісій розсміявся й пробачив впертого поета.
Втім згодом Філоксен залишив Сіракузи, подорожував Великою Грецією (південна Італія), потім перебрався до Еллади. У 381 році до н. е. переміг у поетичних змаганнях в афінах. Наприкінці життя оселився в Ефесі, де й помер у 380 році до н. е.

## Творчість
Відомий був насамперед своїми дифірамбами. Усього в доробку Філоксена 24 дифірамби та лірична поема про нащадків Еака. Найвідомішим є дифірамб «Кіклоп», написаний у 388 році до н. е. під час перебування у каменярнях у Сиракузах.